# Episodi de L'allegra banda di Nick (quattordicesima stagione)
La quattordicesima stagione della serie televisiva L'allegra banda di Nick è stata trasmessa in anteprima in Canada dalla CBC Television tra il 29 settembre 1985 e il 16 marzo 1986.
| nº | Titolo originale                | Titolo italiano | Prima TV Canada   | Prima TV Italia |
| -- | ------------------------------- | --------------- | ----------------- | --------------- |
| 1  | Anatomy of an Accident          |                 | 29 settembre 1985 |                 |
| 2  | For Better of for Worse         |                 | 6 ottobre 1985    |                 |
| 3  | Mussel Man                      |                 | 13 ottobre 1985   |                 |
| 4  | Save the Persephone             |                 | 20 ottobre 1985   |                 |
| 5  | Mirror, Mirror                  |                 | 3 novembre 1985   |                 |
| 6  | Halibut Stu                     |                 | 10 novembre 1985  |                 |
| 7  | Mountain of Fear                |                 | 24 novembre 1985  |                 |
| 8  | End of the World (Part 1)       |                 | 1º dicembre 1985  |                 |
| 9  | End of the World (Part 2)       |                 | 8 dicembre 1985   |                 |
| 10 | Fool's Errand                   |                 | 15 dicembre 1985  |                 |
| 11 | A Slice of Red Herring          |                 | 5 gennaio 1986    |                 |
| 12 | A Fine Line                     |                 | 12 gennaio 1986   |                 |
| 13 | Mystery Tour                    |                 | 18 gennaio 1986   |                 |
| 14 | Better Late Than Never (Part 1) |                 | 19 gennaio 1986   |                 |
| 15 | Better Late Than Never (Part 2) |                 | 26 gennaio 1986   |                 |
| 16 | Blue Plate Special              |                 | 2 febbraio 1986   |                 |
| 17 | A Boy and His Dog               |                 | 9 febbraio 1986   |                 |
| 18 | One Man's Dreams                |                 | 16 febbraio 1986  |                 |
| 19 | Firemen's Ball                  |                 | 2 marzo 1986      |                 |
| 20 | Loud and Proud                  |                 | 9 marzo 1986      |                 |
| 21 | Opera Barge                     |                 | 16 marzo 1986     |                 |